# Goeblange
Goeblange (lb. Giewel, niem. Göblingen) – wieś w środkowym Luksemburgu, w gminie Koerich, w kantonie Capellen. Do 3 października 2015 leżała w dystrykcie Luksemburg. Wieś zamieszkują 633 osoby.